# Lake Mitchell
Der Lake Mitchell (auch: Southedge-Staudamm oder Quaids-Staudamm) ist ein Stausee im Nordosten des australischen Bundesstaates Queensland am Oberlauf des Mitchell River.
Der See 26 Kilometer nördlich von Mareeba hat ein Fassungsvolumen von 129 Millionen Kubikmeter und bedeckt eine Fläche von 32,9 Quadratkilometern.

## Geschichte
Der Stausee blieb seit seiner Fertigstellung 1986 ungenutzt. Er wurde von der Southedge Daintree Pastoral Company gebaut und gehört ihr heute noch.
Umweltschützer schreiben, dass der Damm ohne Bewilligung errichtet worden sei. Weil er rein privaten Interessen diene und schädliche Auswirkungen auf das Ökosystem des ganzen Flusses habe, verlangen sie, dass er entfernt und der natürliche Wasserfluss wieder ermöglicht werde.